# Левада, Юрий Александрович
Ю́рий Алекса́ндрович Лева́да (при рождении Море́йнис; 24 апреля 1930, Винница — 16 ноября 2006, Москва) — советский и российский социолог и политолог. Доктор философских наук, профессор. Основатель и директор «Левада-Центра».

## Детские годы и образование
Юрий Александрович Левада родился в семье журналистки винницкой областной газеты «Більшовицька правда» Натальи Львовны Морейнис и историка-медиевиста Моисея Александровича Когана, впоследствии профессора и декана исторического факультета Ленинградского педагогического института имени М. Н. Покровского. В середине 1930-х годов Наталья Львовна Морейнис вышла замуж за начинающего писателя Александра Степановича Леваду, который усыновил ребёнка (их брак распался вскоре после рождения младшего брата Евгения (1939—2000), и после Великой Отечественной войны его отчим жил со своей второй женой Кирой Васильевной, практически не поддерживая отношений с первой семьёй). Его дед, фармацевт и бывший эсер, профессор Лев Константинович Морейнис, был одним из основателей Винницкого медицинского института (первоначально фармацевтического), первым заведующим кафедрой фармакологии (1933—1937); брат деда, Яков Константинович Морейнис, был первым заведующим кафедрой биохимии (1933—1936). Детство провёл в доме деда по улице Котовского № 15 в Виннице.
В годы Великой Отечественной войны — с матерью и братом в эвакуации в Тюмени. Окончил с золотой медалью мужскую среднюю школу № 4 в Виннице. С детства был дружен с будущим академиком Ф. Г. Рутбергом, с которым учился в школе; большое влияние на обоих оказал преподававший математику педагог Лев Моисеевич Шмуленсон (?—1958). С детства дружил также с Г. В. Барабашевым.
В 1952 году Левада окончил философский факультет МГУ им. М. В. Ломоносова. В 1955 году там же защитил диссертацию на соискание учёной степени кандидата философских наук по теме «Об особенностях народной демократии в Китае». В 1966 году в Институте философии АН СССР защитил диссертацию на соискание учёной степени доктора философских наук по теме «Социологические проблемы критики религии».

## Научная деятельность до 1988 года
В 1955—1956 годах заведовал отделом в редакции журнала «Наука и жизнь».
В 1956—1988 годах работал в научных институтах АН СССР. В 1956—1960 годах работал в Институте китаеведения АН СССР, покинул Институт в связи с сокращением возможностей изучения Китая из-за ухудшения советско-китайских отношений. 
В 1960—1968 годах работал в Институте философии АН СССР, где сначала занимался исследованиями социологии религии, по результатам которых написал докторскую диссертацию и книгу «Социальная природа религии». В последние два года работы в Институте (1966—1968) занимался теорией и методологией социологии, заведуя Сектором методологии в Отделе конкретных социологических исследований и руководя регулярным междисциплинарным научным семинаром.
В 1960-е годы он читал лекции по социологии на факультете журналистики МГУ. В 1968—1972 годах работал в Институте конкретных социальных исследований АН СССР, где заведовал сектором теории и методологии и возглавлял партбюро. В 1969 году «за идеологические ошибки в лекциях» был лишён звания профессора. Институт конкретных социальных исследований (ИКСИ АН СССР), где тогда работал Левада, был подвергнут тотальной политической чистке. Сменивший Леваду на посту секретаря партийного бюро института Н. И. Лапин впоследствии вспоминал: «Первым секретарём Черёмушкинского райкома был Б. Н. Чаплин (сын репрессированного в 1930-х годах секретаря ЦК ВЛКСМ), который сыграл важную роль в том, чтобы не довести дело до исключения Левады из партии… райком вынес Леваде взыскание, но не исключил его из партии… Иначе бы и сам Левада лишался возможности заниматься научной работой, и институт фактически оказывался разгромленным». 
В 1972 году Ю. Левада был удалён из штата ИКСИ и в результате политически обусловленных непростых поисков нового места работы смог устроиться старшим научным сотрудником в Центральный экономико-математический институт (ЦЭМИ АН СССР), где проработал до 1986 года и занимался в основном социологией экономического развития. Многолетняя исследовательская деятельность Левады и сформированной им команды в области теории и методологии социологии была во многом остановлена. После этого созданный Левадой в начале 1960-х годов методологический семинар, объединивший единомышленников из разных научных сфер, надолго перешёл на полулегальное положение.
В начале 1970-х годов первый секретарь МГК КПСС В. В. Гришин докладывал в ЦК о лекциях Левады: «Лекции не базируются на основополагающей теории и методологии марксистско-ленинской социологии — историческом и диалектическом материализме. В них отсутствует классовый, партийный подход к раскрытию явлений советской действительности, не освещается роль классов и классовой борьбы как решающей силы развития общества, не нашли должного отражения существенные аспекты идеологической борьбы, отсутствует критика буржуазных социологических теорий».
В 1986—1988 годах работал ведущим научным сотрудником в Институте экономики и прогнозирования научно-технического прогресса АН СССР.
В 1989 году наряду с М. К. Мамардашвили (ведущий), Р. А. Быковым и Р. А. Медведевым принимал участие в телемосте Москва-Бостон между МГУ имени М. В. Ломоносова и Тафтским университетом по теме «Ядерный век. Культура и бомба». Американскую сторону представляли Мартин Шервин (ведущий), Курт Воннегут, Эдгар Доктороу и Роберт Лифтон.
В 1988 году Левада и ядро сотрудников сектора ИКСИ, членов семинара пришли на работу в незадолго до этого созданный Всесоюзный центр изучения общественного мнения (ВЦИОМ).

## Работа во ВЦИОМ
С 1988 по 1992 год был руководителем отдела теоретических исследований созданного на волне перестройки Всероссийского центра изучения общественного мнения (ВЦИОМ) под руководством Татьяны Заславской. В 1992 году возглавил эту организацию. Коллектив ВЦИОМ был создан в значительной мере за счёт слияния нескольких научных коллективов, ранее работавших с Т. И. Заславской, Б. А. Грушиным, В. М. Рутгайзером, Ю. А. Левадой.
Начиная с 1991 года, коллектив ВЦИОМ проводит серии исследований накануне выборов Президента России, выборов в Государственную Думу России, выборов в законодательные и исполнительные органы власти регионов страны. Результаты этих исследований всякий раз оказывались близки к официальным результатам, что неоднократно подтверждалось представителями профессионального сообщества.
Весной 1993 года была запущена исследовательская программа «Мониторинг экономических и социальных перемен», разработанная под руководством Т. И. Заславской. Эта программа, основанная на регулярных социологических исследованиях (шесть массовых опросов населения в год) предоставляет материал для анализа долговременных рядов социологических данных об отношении всех слоёв населения России к изменениям в основных сферах социальной и экономической жизни общества.
С 1994 года — главный редактор журнала «Социальные и экономические перемены: мониторинг общественного мнения».
После ряда трансформаций 6 августа 2003 года Министерство имущественных отношений РФ приняло решение об акционировании и приватизации ФГУП ВЦИОМ в ОАО «ВЦИОМ». После этого сотрудники ВЦИОМ во главе с Юрием Левадой перешли на работу в ранее созданную им параллельно со ВЦИОМ некоммерческую организацию — Аналитическую службу ВЦИОМ (ВЦИОМ-А).

## Левада-Центр
Начиная с марта 2004 компания возобновила работу под новым названием — Аналитический Центр Юрия Левады («Левада-Центр»). «Левада-Центр» продолжил программы исследований, начатых его коллективом в 1990—2000-х годах.
Левада был главным редактором выпускаемого «Левада-Центром» информационного и аналитического журнала «Вестник общественного мнения». Издание продолжило линию журнала «Мониторинг общественного мнения», издававшегося коллективом специалистов ВЦИОМ в течение 10 лет с 1993 по август 2003 года с периодичностью 6 раз в год. Среди работ Левада-Центра ежегодник «Общественное мнение» на русском и английском языках, тематические сборники, а также публикации в различных СМИ.
16 ноября 2006 года Юрий Левада умер в своём рабочем кабинете. Похоронен на Троекуровском кладбище.

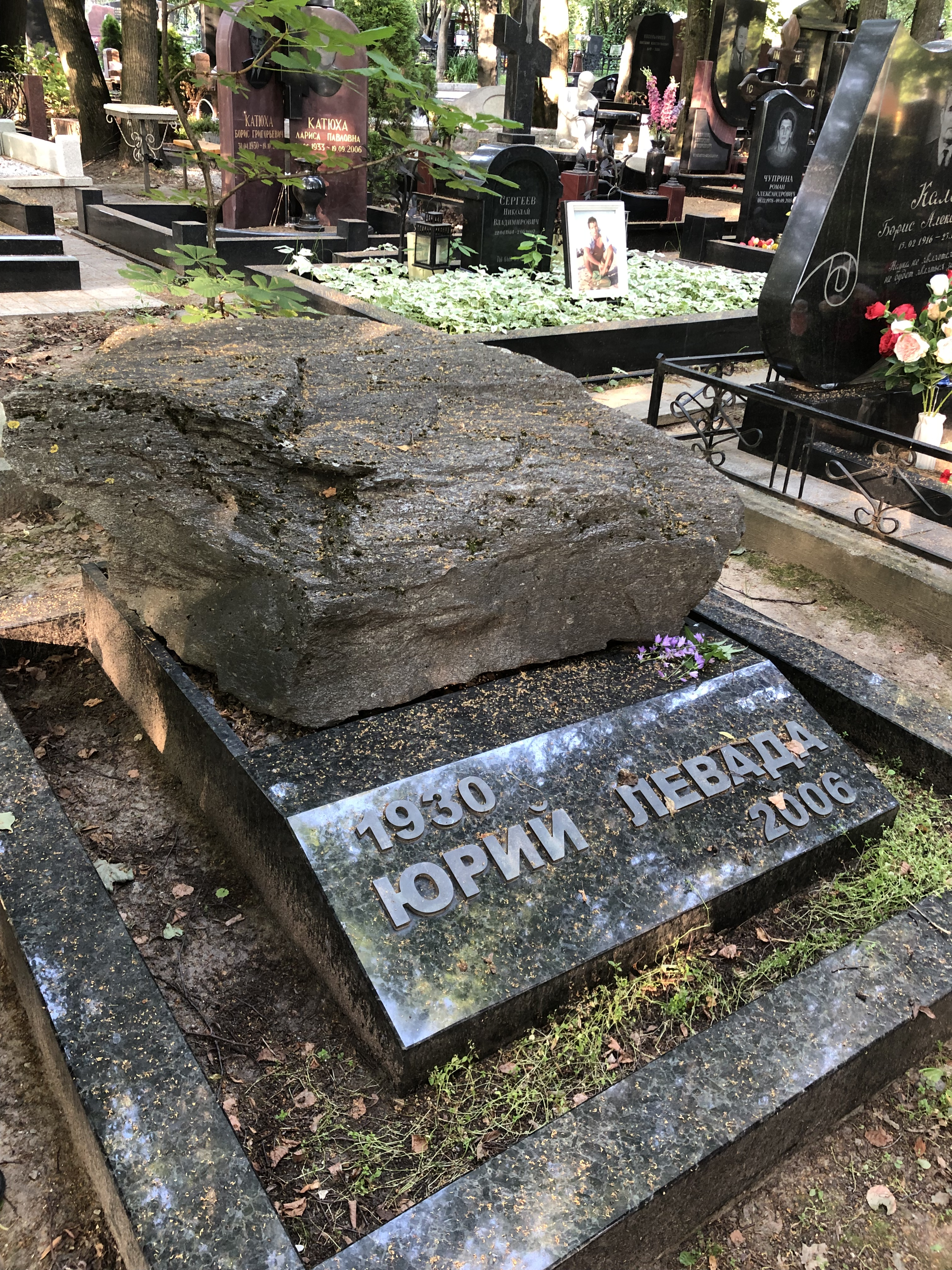
Памятник на могиле Юрия Левады

## Семья
Ю. А. Левада был женат дважды.
- Первая жена — Лия Русинова (1932—?), соученица по философскому факультету МГУ (однокурсница Раисы Горбачёвой), погибла в автокатастрофе[31][32].
  - Сын — Владимир Юрьевич Русинов (род. 1952).
- Вторая жена (с 1956 года) — Тамара Васильевна Левада (род. 1929), сокурсница по МГУ, преподаватель философии[33].
  - Сын — Фёдор Юрьевич Левада (1957—2007).
- Сводная сестра — Леся (Александра) Александровна Левада (1954—2014), художница.

## Публикации
Автор нескольких книг, более 200 статей по проблемам социологии, общественного мнения, теории и методологии социологии, социологии религии, социальной антропологии.
Монографии:
- Современное христианство и социальный прогресс. — М., 1962. — 208 с.
- Социальная природа религии. — М., 1965. (на польск. яз. — 1968, рус. текст on line: )
- Лекции по социологии. — М., 1969.
- Есть мнение. — М., 1990 (в соавторстве).
- Статьи по социологии. — М., 1993.
- Советский простой человек. — М., 1993 (в соавторстве).
- От мнений к пониманию: социологические очерки 1993—2000. — М., 2000.
- Ищем человека: социологические очерки 2000—2005. — М., 2006. ISBN 5-98379-070-6
- Проблема «элиты» в сегодняшней России. — М., 2007 (в соавторстве).
- Общественный разлом и рождение новой социологии: двадцать лет мониторинга. — М., 2008. (с коллективом авторов).
- Время перемен: Предмет и позиция исследователя. - М., Новое литературное обозрение, 2016, (Библиотека журнала "Неприкосновенный запас"),

Некоторые статьи:
- «Феномен Тейяра» и споры вокруг него // Вопросы философии. — 1962. — № 1.
- Левада Ю. А. Научный подход к общественной жизни и религиозное извращение социальных закономерностей // Наука против религии: В 3 кн. Кн. 2: Общество и религия / Ред. коллегия: П. Н. Федосеев и др.; АН СССР. Ин-т философии. Акад. обществ. наук при ЦК КПСС. Ин-т науч. атеизма; Отв. ред. Э. А. Асратян. — М.: Наука, 1967. — С. 229 — 265. — 506 с.
- Проблемы использования количественных методов в социологии // Моделирование социальных процессов. — М., 1970.
- Проблемы экономической антропологии у Маркса // Экономика и общество. Сборник трудов ВНИИСИ. — 1983. — вып. 8.
- Игровые структуры в системах социального действия // Системные исследования. Методологические проблемы. 1984. — М., 1984.
- Общественное мнение у горизонта столетий // Мониторинг общественного мнения: экономические и социальные перемены. — 2000. — № 6.
- Общественное мнение и общество на перепутьях 1999 года // Куда идёт Россия?.. Власть, общество, личность. — М., 2000.
- Человек в корруптивном пространстве. Размышления на материале и на полях исследований // Мониторинг общественного мнения: экономические и социальные перемены. — 2000. — № 5.
- Элита и «массы» в процессах трансформации // Кто и куда стремится вести Россию?.. Акторы макро-, мезо- и микроуровней современного трансформационного процесса. — М., 2001.
- Поколения XX века: возможности исследования // Мониторинг общественного мнения: экономические и социальные перемены. — 2001. — № 5.
- «Человек советский»: проблема реконструкции исходных форм // Мониторинг общественного мнения: экономические и социальные перемены. — 2001. — № 2.
- Механизмы и функции общественного доверия // Мониторинг общественного мнения: экономические и социальные перемены. — 2001. — № 3.
- Перспективы человека: предпосылка понимания // Мониторинг общественного мнения: экономические и социальные перемены. — 2001. — № 4.
- Варианты адаптационного поведения // Мониторинг общественного мнения: экономические и социальные перемены. — 2002. — № 1.
- Заметки о «проблеме поколений» // Мониторинг общественного мнения: экономические и социальные перемены. — 2002. — № 2.
- «Истина» и «правда» в общественном мнении: проблема интерпретации понятий // Мониторинг общественного мнения: экономические и социальные перемены. — 2002. — № 3.
- Отложенный Армагеддон? Год после 11 сентября 2001 года в общественном мнении России и мира // Мониторинг общественного мнения: экономические и социальные перемены. — 2002. — № 5.
- Рамки и варианты исторического выбора: несколько соображений о ходе российских трансформаций // Мониторинг общественного мнения: экономические и социальные перемены. — 2003. — № 2.
- Исторические рамки «будущего» в общественном мнении // Пути России: существующие ограничения и возможные варианты. — М., 2004.
- Парадоксы и смыслы рейтингов: Попытка понимания // Вестник общественного мнения. — 2005. — № 4. — с.8-18.
- Элитарные структуры в советской и постсоветской ситуации // Общественные науки и современность. — 2007. — № 6. — с.5-15.

Публичные лекции:
- Человек советский (Публичные лекции «Полит.Ру», 8 апреля 2004 г.).
- Что может и чего не может социология (Публичные лекции «Полит. Ру», 16 декабря 2004 г.).